# Кузьмін Микола Михайлович (розвідник)
Кузьмі́н Мико́ла Миха́йлович (* 29 липня 1947 — 10 лютого 2016) — полковник запасу, почесний співробітник ГУР МО України.

## Біографія
Народився 29 липня 1947 року в Ульяновську, РРФСР.
У 1969 році закінчив Харківське гвардійське вище танкове командне училище.
По закінченню військового училища офіцерську службу проходив на посадах командира розвідувального взводу, розвідувальної роти, помічника начальника розвідки дивізії в Групі радянських військ у Німеччині, командира танкової роти і танкового батальйону в Забайкальському військовому окрузі.
У 1979 році закінчив командний факультет Академії бронетанкових військ ім. Маршала Радянського Союзу Маліновського. Після закінчення академії займав посади начальника штабу полку, начальник розвідки 88 мотострілецької дивізії.
З 1983 по 1984 рік — учасник бойових дій в Афганістані: начальник розвідки 201-ї мотострілецької дивізії (провінція Кундуз). У 1985—1991 роках — старший офіцер розвідувального управління Одеського, Київського військових округів.
З грудня 1991 року в Збройних силах України. Стояв біля витоків формування воєнної розвідки України. Один з організаторів Управління розвідки Головного штабу МО України. Начальник інформаційного відділу Управління розвідки Головного штабу, начальник відділу 2-го Управління ГУР МО України.
У 1997 році звільнився в запас. Після звільнення в запас викладав на кафедрі розвідки Національної академії оборони України.
Пішов з життя 10 лютого 2016 року у віці 68 років [Архівовано 24 листопада 2020 у Wayback Machine.]. 

## Нагороди
- Два ордени Червоної Зірки
- Медаль «За бойові заслуги»
- Афганський орден «Зірка» 3-го ступеня
- медалі ЗС СРСР і України